# Maleren Hans Smidth
|  | Denne artikel er oprettet af botten Steenthbot ud fra en ekstern database. Den kan derfor have sproglige fejl eller mangler. Denne skabelon kan fjernes efter kontrol af indholdet. |

Maleren Hans Smidth er en dansk dokumentarfilm fra 1981 instrueret af Søren Melson og Thorkild Hansen og efter manuskript af Thorkild Hansen.

## Handling
Maleren Hans Smidth (1839-1917) er kunsthistorisk placeret efter Guldaldermalerne og lige før Skagensmalerne. Hans Smidth var et stilfærdigt og indadvendt menneske, der helt levede for sin kunst. I over 30 år boede han i Skive, og jysk natur og folkeliv blev tilbagevendende motiver i hans maleri. Bondeinteriører og mennesketyper blev først gengivet i lyse stemninger, senere blev billederne - særligt de, der tog udgangspunkt i Blichers litteratur - af en mere mørk tone. I de sidste 20 år af sit liv boede Smidth hos broderen F.L. Smidth i København. I forretningshjemmet levede han tilbagetrukket, kun optaget af sit arbejde og kun kendt af få.